# Папп, Петра
Петра Папп (венг. Papp Petra; род. 22 августа 1993, Сегед) — венгерская шахматистка, гроссмейстер среди женщин (2012).

## Биография
В 2009 году победила на юношеском чемпионате Венгрии в возрастной категории U16. Многократно представляла Венгрию на юношеских чемпионатах Европы по шахматам и юношеских чемпионатов мира по шахматам в различных возрастных категориях. В 2011 году завоевала золотую медаль в индивидуальном зачёте и серебро в командном зачёте на командном первенстве Европы в возрастной категории U18.
В женских чемпионатах Венгрии по шахматам завоевала золотою (2012) и бронзовую (2009) медали.
Представляла Венгрию на трёх шахматных олимпиадах (2012—2016), и на двух командных чемпионатах Европы по шахматам (2013—2015), где в индивидуальном зачёте завоевала бронзовую медаль (2013).